# Aeropuerto Internacional Enrique Malek
El Aeropuerto Internacional Enrique Malek (IATA: DAV, OACI: MPDA) se encuentra ubicado sobre una sabana al sur de la ciudad de David y al norte del Estero de Pedregal. Es el tercer aeropuerto de Panamá en tráfico aéreo como pasajeros transportados.
Este moderno aeropuerto ha tenido un gran auge de pasajeros debido al desarrollo del turismo y comercio en la provincia de Chiriquí. Solo en el año 2024 manejó 283,374 pasajeros.

## Origen del nombre
El nombre a este aeropuerto es dado en honor al piloto nacido en Aguadulce,  Enrique Malek, fundador de Aerovías Nacionales, quien junto a Marcos A. Gelabert son considerados como padres de la aviación civil y comercial panameña. Este está ubicado en David, Chiriquí.
Malek murió en un accidente aéreo en Santa Ana, San José de Costa Rica el 7 de octubre de 1940 al colisionar su aeronave contra un cerro a bordo de un Faichild Pilgrim. (https://www.facebook.com/RAARCR/posts/810038792515847)

## Geografía
Como se mencionó anteriormente este aeropuerto se encuentra al sur de la ciudad de David y al norte del Estero de Pedregal (Brazo del Río Platanal). La elevación promedio de este aeropuerto es de 27 msm y el clima, como el de la ciudad, es tropical de sábana.

## Acceso
La vía principal de acceso al aeropuerto es la Avenida Red Gray, el acceso es libre a los autos particulares, desde cualquier punto de la ciudad se puede tomar un taxi, no existe ninguna ruta de autobús que pase directamente por el Enrique Malek.

## Historia
Originalmente el Enrique Malek es una pista de aterrizaje la cual es conocida popularmente como la pista de San José. Hacia el año de 1942 es remplazada mediante tratado firmado entre los gobiernos de Panamá y Estados Unidos para la defensa del Canal de Panamá durante la Segunda Guerra Mundial, lo cual dio por resultado el nacimiento y ubicación del actual aeropuerto. Una vez finalizada la guerra, revierte a manos panameños convirtiéndose en aeropuerto de uso civil y militar.
El 22 de enero de 1944 se funda la Compañía Chiricana de Aviación, con un Fairchild 24 y un avión Avro empezaron a cubrir la ruta David - Puerto Armuelles y La Chorrera.
En el año de 1965 se funda el 2.º destacamento aéreo, dentro de las instalaciones del aerpouerto, perteneciente a la fenecida 5.ª. Zona Militar, estuvo a cargo del Subteniente Alberto Purcell.
En diciembre de 1969, este aeropuerto escribe una página importante en la historia de Panamá, sirvió como base de retorno al General y dictador militar del país Omar Torrijos Herrera, quien fue depuesto de su puesto, brevemente, al encontrarse en México, y fue recibido por Manuel Antonio Noriega jefe militar en ese entonces de Chiriquí. Para aquella época la pista de aterrizaje no contaba con iluminación eléctrica por lo cual emplearon fogatas y los faros de los autos para que el avión que transportaba al General pudiese aterrizar en este aeropuerto.
El 9 de enero de 1970 muere el pirata aéreo Jorge Tulio Medrano cuando intentaba secuestrar un avión C-46 de la aerolínea RAPSA, para dirigirse a Cuba.
Después de la invasión estadounidense del 20 de diciembre de 1989, el Enrique Malek es tomado por las tropas de ese país, permaneciendo en el mismo por un período de varios meses.

## La Terminal
Bajo la administración del Presidente Ernesto Pérez Balladares se procedió a la construcción de la nueva terminal del aeropuerto. El espacio físico contaba con una terminal con sala de espera para los pasajeros, la torre de control, oficinas administrativas de la AAC. Además, un edificio aparte especial para las compañías de arrendamiento de automóviles, la base aérea del Servicio Nacional Aeronaval, la unidad canina, antinarcóticos y de investigación de la Policía Nacional.
Sin embargo, debido al exponencial crecimiento turístico que ha registrado la provincia de Chiriquí se hizo necesaria una completa renovación y expansión de esta terminal aérea. El Presidente Ricardo Martinelli inauguró en 2013 la nueva y moderna terminal aérea que además de contar con equipamiento de última generación, se le amplió la pista de aterrizaje permitiendo la llegada de aviones Boeing 757-200.
Actualmente el aeropuerto esta en proceso de capacitación para comenzar a recirbir más aerolíneas.

## Destinos
| Destinos por aerolínea           | Destinos por aerolínea                 | Destinos por aerolínea |
| Aerolíneas                       | Destinos                               | Alianzas               |
| -------------------------------- | -------------------------------------- | ---------------------- |
| Air Panama 1 destino             | Nacional: (1) Ciudad de Panamá-Albrook | N/A                    |
| Copa Airlines 1 destino          | Nacional: (1) Ciudad de Panamá-Tocumen | Star Alliance          |
| Wingo 1 destino                  | Nacional: (1) Ciudad de Panamá-Balboa  | N/A                    |
| Total: 3 destinos, 3 aerolíneas. |                                        |                        |

### Destinos nacionales
| Ciudades         | Nombre del aeropuerto                       | Aerolíneas    | Aeronaves | Frecuencias por semana |
| ---------------- | ------------------------------------------- | ------------- | --------- | ---------------------- |
| Ciudad de Panamá | Aeropuerto Internacional de Tocumen         | Copa Airlines | B738      | 21                     |
| Ciudad de Panamá | Aeropuerto Internacional Panamá Pacífico    | Wingo         | B738      | 2                      |
| Ciudad de Panamá | Aeropuerto Internacional Marcos A. Gelabert | Air Panama    | F50       | 21                     |

### Carga
| Aerolíneas                                  | Destinos                 |
| ------------------------------------------- | ------------------------ |
| Aerosucre (operado por Copa Airlines Cargo) | Ciudad de Panamá-Tocumen |
| UniWorld Air Cargo                          | Ciudad de Panamá-Tocumen |